# Elslander
Van-(H)Els(t)lande(r) is een achternaam. De naam van (H)Els(t)lande(r) verwijst naar een heerlijkheid in het Belgische  Geluwe die zich uitstrekte tot aan de Nachtergale te Wervik. Het betekent een streek (land) waar veel elzen groeiden. Het was een deel van een grafelijk leen dat gehouden werd vanaf 1120 door de heren van Nevele die eveneens heren van Wervik waren. 
De oudste vermelding dateert van 1267 maar komt thans zelden voor. De reden daarvoor is dat deze typische Van-naam afgeleid is van één plaats, dit in tegenstelling tot plaatsnamen die in verschillende streken voorkomen en die tevens aanleiding hebben gegeven tot familienamen. De heerlijkheid Het Elstland, gelegen te Wervik, ligt aan de basis van de familienaam.

## Geschiedenis
De heren van Nevele-Wervik waren in de 13e eeuw eveneens burggraven van Kortrijk. Deze familie was een zijtak van de Radulf van Mortagne, de burggraven van Doornik die afstamden van de familie van Peteghem, ber (baronnen)van Vlaanderen.
In het derde kwart van de 13e eeuw bemerken we dat de leden van de familie Radulf de naam aannamen van de heerlijkheid die zij bezaten. Michaël van (Nevele)-Werveke werd in 1267 als grafelijk baljuw van Margaretha van Constantinopel te Kortrijk vooreerst vermeld onder de naam van Elslande. Tussen 1267 en 1288 was hij achtereenvolgens grafelijk baljuw te Kortrijk, Rijsel en Ieper.
Jan van Elslande bleef tijdens de Gulden Sporenslag (1302) fungeren onder de koning van Frankrijk, waardoor hij in 1304 in ongenade viel bij de graaf van Vlaanderen en zijn leen het Elsland verbeurd verklaard werd. In 1327 werd zijn zoon Jan van Elslande gerehabiliteerd en ontving een leen te Menen van de graaf. Een andere telg van de familie vluchtte naar Normandië, waar hij de stamvader werd van de familie de Hel(s)lande.
De Vlaamse familie van Elslande wist in de loop der eeuwen hun bezittingen uit te breiden. Zij bezaten de heerlijkheden Carpentieringhe, Schoonvelde, Ghisbalde, Ter Beke, Dilsemont, Ten Bornem Elst, Nobelmeers, De Lysselbroek, Ten Heede, Ten Hooghen Walle (Duivelgoet), Ten Paradijs, Ter Vliet, Watermeulen en Langhen Hessel.
Ook de Franse tak wist zich op te werken. Guillaume de Hellande werd tussen 19 mai 1444 en 3 avril 1462 bisschop van Beauvais
De glorie is duidelijk te zien in talrijke schenkingen (glasramen, grafstenen, schilderijen, zilverwerk,...) waarop het wapenschild prijkt in de Wervikse Sint-Medarduskerk. Ook andere gebouwen zoals de oude familiebrouwerij (thans het stadhuis) herinneren nog aan dat roemrijke verleden.
Reeds in de 17de eeuw verdween de 't, alhoewel één familietak deze schrijfwijze behield. Door de Geuzen en de invallen van de troepen van Lodewijk XIV verliet de familie de heerlijkheid te Wervik.
De afstammelingen van Jacob van Elstlande, die zich in de 17de eeuw in de streek rond Roeselare vestigde, kregen een r aan hun naam toegevoegd: Van-Elslander.
Tot in de 19de eeuw werden door het analfabetisme de namen fonetisch opgeschreven. Om die reden komt het voor dat de schrijfwijze van de naam in eenzelfde document verschillend is.